# ويليام ستيوارت هالستد
ويليام ستيوارت هالستد (بالإنجليزية: William Stewart Halsted)‏ 1852 – 1922، طبيب وجراح أمريكي، كان من أوائل من شدَّد على ضرورة وأهميَّة التعقيم الصارم خلال العمليات الجراحيَّة، وكان أيضاً من الداعمين للتخدير الحديث الذي اكتشفه ويليام مورتون باستخدام غاز الإيثر، ابتكر هالستد العديد من العمليات الجراحية الجديدة أشهرها استئصال الثدي الجذري في سياق سرطان الثدي والتي باتت تعرف لاحقاً بعملية هالستد.
كان هالستد أحد الأساتذة الأربعة الذين أسَّسوا مستشفى جونز هوبكنز التعليمي مع كلٍّ من ويليام أوسلر وهوارد كيلي وويليام ويلش، وعرفوا «بالأربعة الكبار» ، وكانت غرفة العمليات الخاصة به في مستشفى جونز هوبكنز مكاناً للتعليم والإبداع وحدثت فيها العديد من الاكتشافات والمعجزات الطبية، ووفقاً لأحد المُتدرِّبين الذي عملوا مع هالستد، كان لدى الجرَّاح الكبير تقنيات وإبداعات فريدة من نوعها جرَّبها على المرضى الذين كانوا يثقون به، وغالباً ما حقَّقت هذه التقنيات الجديدة نتائج ممتازة أدهشت حتى الأطباء المُتدربين وطلاب الطب، لاحقاً أطلق على هالستد «أبو الجراحة الحديثة».
طوال حياته المهنية كان هالستد مدمناً على الكوكائين والمورفينر، وكانت هذه العقاقير قانونيةً وقتها، وبحسب مُذكرات ويليام أوسلر فقد طوَّر هالستد مستوى عالٍ من تحمُّل المورفين واحتاج لثلاث حبات منه يومياً على الأقل (200 ملغ)، كان إدمان هالستد على المورفين والكوكائين نتيجة مباشرةً لتجريبه هذه الأدوية على نفسه لدراسة فعاليتها كمخدرات أثناء العمليات الجراحية.

## النشأة
ولد ويليام هالستد في 23 سبتمبر 1852 في مدينة نيويورك ، وكان الابن الأكبر من بين أربعة أخوة، والده كان رجل أعمال يملك مصنعاً وشركة خاصة، وكانت عائلة هالستد غنيةً جداً، وامتلكت منزلين والعديد من العقارات في نيويورك، وعلى الرغم من أنَّه نشأ في بيئة تتبع للكنيسة المشيخيَّة Presbyterian فقد كان هالستد «لا أدري» منذ صغره، وتلقَّى تعليمه في البداية في منزله عن طريق معلمين خاصين والتحق لاحقاً بمدرسة داخلية في ماساشوستس وهو بعمر عشر سنوات ، ولكنَّه لم يلتزم بالمدرسة الجديدة وفرَّ منها والتحق بأكاديمية فيليبس وتخرَّج منها عام 1869، والتحق بجامعة ييل بعد عام من ذلك، في جامعة ييل كان هالستيد كابتن فريق كرة القدم ومارس البيسبول والتجديف وغيرها من الرياضات المختلفة، ولكنَّ تحصيله العلمي كان أقل من المتوسط، وتعرَّض لنكسة اجتماعية في سنته الجامعية الأولى عندما تمَّ رفض طلبه للانضمام لإحدى الجمعيات المرموقة في الجامعة، في سنته الأخيرة قي ييل أبدى هالستد اهتماماً بالعلوم الطبية فحضر المحاضرات الطبية فيها ودرس كتب التشريح وعلم وظائف الأعضاء.

### التعليم الطبي
تخرَّج هالستد من جامعة ييل عام 1874، والتحق بكلية الطب بجامعة كولومبيا، هناك العديد من الآراء التي تتكهَّن بسبب التحوُّل المفاجئ لهالستد نحو الطب، فالبعض يقول أنَّه أحبَّ الطب بسبب عمل والده في المنظمات والجمعيات الطبية ودعمه لها ، والبعض يعزو ذلك لرغبته في الابتعاد عن أعمال المنزل والعائلة مع أنَّه لم يكن يحلم أنَّه سيصبح جرَّاحاً كبيراً في أحد الأيام.
بمجرَّد دخوله لكلية الطب اختلف المستوى العلمي والتحصيل الأكاديمي لهالستد، وتأثر باثنين من المُدرسين في جامعة كولومبيا، الجرَّاح هنري بيساندس ، وأستاذ علم وظائف الأعضاء جون كول دالتون، وعمل أيضاً في صيدلية في أوقات الفراغ، بعد عامين من الدراسة تقدَّم هالستد بامتحان للحصول على تدريب داخلي في مستشفى بلفيو في نيويورك، ونجح بامتياز في الامتحان وتمَّ قبوله للإقامة في المشفى لمدة عام.
قضى هالستد معظم فترة تدريبه في الأقسام الطبيَّة ولكنَّه اشترك أيضاً في بعض العمليات الجراحيَّة، كانت الظروف الصحيَّة والخدميَّة في هذا المستشفى سيئة للغاية، فالإنتانات كانت منتشرة بشكل كبير، والأدوات الجراحية لم يتم تعقيمها والاهتمام بها بشكل مناسب، وطرق إيقاف النزف خلال العمليات الجراحية كانت بدائية وغير مقنعة، وخلال فترة تدريبه اقترح هالستد الاعتماد على تقنيات التعقيم التي وضعها جوزيف ليستر عام 1867، أنهى هالستد مسيرته الأكاديميَّة بامتياز ونال المرتبة الأولى على دفعته وتخرَّج عام 1877 مع درجة الدكتوراه في الطب.

### المهنة
بعد تخرجه من الجامعة التحق هالستد بمستشفى نيويورك عام 1878 كطبيب مقيم، وفي هذا المستشفى وضع مخططاً لقياس وتسجيل العلامات الحيوية للمرضى (حرارة، نبض، تنفس)، وفيها أيضاً التقى بالطبيب الشهير ويليام ويلش الذي أصبح أعز أصدقائه لاحقاً، وغادر المستشفى في أواخر 1878.
لم يكن في الولايات المتحدة وقتها نظام إقامة أو تدريب طويل الأمد لخريجي كليات الطب، ولذلك سافر هالستد إلى أوروبا للدراسة تحت إشراف العديد من العلماء والجراحين البارزين مثل إدواردو باسيني، وإرنست فون بيرغمان، وتيودور بيلروث، وهينريك براون، وهانز شياري، وفريدريك إسمارك، وألبرت فون كوليكر، وماكس شيد وغيرهم الكثير، خلال تلك الفترة في أوروبا كانت الأبحاث والدراسات حول السرطان قد بدأت بالظهور والانتشار على نطاق واسع، وكان توقيت وصول هالستد لأوروبا مثالياً للاستفادة من هذه الأبحاث، ألهمت هذه الرحلة هالستد بالعديد من الأفكار والممارسات الطبية الجديدة والتي نقلها إلى الولايات المتحدة لاحقاً.
في عام 1880 عاد هالستد إلى نيويورك، وهناك شهدت حياته الطبية نشاطاً وحيويَّة غير عادية، لاسيَّما وأنَّ الجراحة كانت ستشهد العديد من الاكتشافات الهامة قريباً، عمل هالستيد في العديد من المستشفيات في نفس الوقت، منها مستشفى شامبرز ستريت، ومستشفى بيلفو، ومستشفى روزفلت، وفي كلية الأطباء والجراحين في نيويورك، بالإضافة لعمله كجرَّاح في القوات المسلحة، وفي مستشفى بيلفو أقام غرفة عمليات معزولة وطبَّق فيها بعض مبادئ التطهير والتعقيم، وكلَّف هذا المشروع وقتها 10 آلاف دولار ، بالإضافة لذلك كان هالستد مُعلِّماً محبوباً ومتميِّزاً، ركز على الجانب العملي ورفض الطرق الكلاسيكيَّة في التدريس.
في عام 1882 أجرى هالستد واحدة من أوائل عمليَّات استئصال المرارة الناجحة في الولايات المتحدة لأمه، وأزال سبع حصيات مرارية كبيرة وتعافت والدته تماماً، وفي نفس العام قام بنقل دم إسعافي منه لأخته التي كانت على وشك الوفاة جرَّاء نزف غزير بعد الولادة، وكانت هذه أيضاً من أوائل عمليات نقل الدم الناجحة في الولايات المتحدة الأمريكية، بسبب هذه العمليات وغيرها بدأت شهرة وشعبية هالستد الجراحيَّة بالازدياد تدريجيَّاً.
في عام 1884 قرأ هالستد تقريراً لطبيب العيون النمساوي كارل كولر عن قوة مخدر الكوكائين وفائدته في التسكين، فبدأ بتجربة الكوكائين كمخدر موضعي وعام على المرضى وعلى مساعديه وعلى نفسه، وأدى ذلك في نهاية المطاف لإدمانه على الكوكائين والمورفين، وإيقاف مسيرته المهنية في نيويورك، ولكنَّه واصل عمله في أماكن أخرى وبقي جرَّاحاً رائداً على مستوى أمريكا، ويمكن القول إنَّ أهم إنجازاته التي حقَّقها خلال عمله في نيويورك هو غرفة العمليات النموذجية.
انتقل هالستد إلى بالتيمور عام 1886 للانضمام لصديقه ويليام ويلش في تنظيم وإطلاق مستشفى جونز هوبكنز التعليمي، وعندما تمَّ افتتاح المستشفى الجديد عام 1889 عُيِّن هالستد رئيساً لقسم العيادات الخارجية وجرَّاحاً فيها، وأصبح لاحقاً بدعمٍ من صديقه ويلش الجرَّاح الرئيسي للمستشفى، وانضمَّ إلى ويلش وأوسلر وكيلي في تأسيس كلية جونز هوبكنز للطب عام 1892 ليصبح أحد «الأربعة الكبار» وأول أستاذ للجراحة في الجامعة [19]، وخلال سنوات عمله في مستشفى وجامعة جونز هوبكنز يُنسب لهالستد العديد من الإنجازات الجراحية الهامة.

## الإنجازات
يعود الفضل لهالستد في إنشاء أول برنامج رسمي للإقامة الجراحية للأطباء في الولايات المتحدة الأمريكية في جونز هوبكنز، واعتمد في ذلك على الأفكار التي حصل عليها من رحلته إلى أوروبا خصوصاً في ألمانيا والنمسا وسويسرا، ومازال هذا البرنامج الذي وضعه هالستد هو أساس نظام الإقامة في اختصاص الجراحة حتى اليوم ، يبدأ البرنامج بسنوات تدريب مفتوحة يليها ست سنوات يقضيها الطبيب كمُقيم مساعد وبعدها سنتين كجرَّاح مقيم، تتلمذ العديد من مشاهير الجراحة في ذلك الوقت على يد هالستد، منهم هارفي كوشينغ ووالت داندي مؤسسي جراحة المخ والأعصاب، وهيو يونغ مؤسس جراحة المسالك البولية، وانتشرت أساليبه الجراحية في بالتيمور ثمَّ في جميع أنحاء الولايات المتحدة، تأثَّرت العديد من الشخصيات البارزة في عالم الجراحة بنظام هالستد الجديد للتدريب، وكان له تأثير هام وعميق في الطب الأمريكي.
اعتقد هالستد أنَّ الأورام الخبيثة تنتشر عبر مجرى الدم، ولذلك فإنَّ الاستئصال الموضعي الكامل للورم سيكون علاجاً فعَّالاً للسرطان، وبناءً عليه أجرى أول عملية استئصال جذري للثدي بسبب السرطان في الولايات المتحدة الأمريكية في مستشفى روزفلت في نيويورك عام 1882، وكانت مثل هذه العمليات قد أجريت في فرنسا قبل مئة عام من قبل الجرَّاح بيرنار بيريله [24]، علم هالستد لاحقاً أنَّ جرَّاحين ألمان وإنكليز يقومون بعمليات استئصال أوسع وأكثر جرأةً من عمليته ومع ذلك فالأورام السرطانية تنكس بعد العمل الجراحي [14]، وقرأ تقريراً للجرَّاح الإنكليزي تشارلز مور يطالب فيه باستئصال المزيد من أنسجة الثدي، ويقول إنَّ الجرَّاحين الذين يحاولون تخفيف التشويه والاستئصال الواسع يؤذون المريضات أكثر ممَّا ينفعوهنَّ، اعتماداً على كلِّ ما سبق قرَّر هالستد في نهاية المطاف استئصال العقد اللمفاوية الصدرية والإبطية وتحت الترقوة بالإضافة لكامل أنسجة الثدي المصاب  ، وقدَّم نتائج عملياته إلى مؤتمر الجمعية الأمريكية للجراحة في نيوأورليانز عام 1898، واستنتج أنَّ الإجراءات التي اعتمدها تقلِّل نسبة نكس الورم بشكلٍ كبير، وفي عام 1907 قدَّم المزيد من النتائج والأدلة حول نفس الموضوع، على كلِّ حال أصبح من المعروف اليوم ورغم أهميِّة الاستئصال الجذري للثدي أنَّ معدَّل النجاة من سرطان الثدي يرتبط ارتباطاً وثيقاً بمدى انتشار السرطان قبل الجراحة أكثر من ارتباطه بكمية الأنسجة التي يتمُّ استئصالها خلال العمل الجراحي.
بالإضافة لهذا الإجراء الجراحي الشهير اخترع هالستد العديد من التقنيات والإجراءات الجراحية الفعالة لتقليل رض الأنسجة والأوعية الدموية أثناء الجراحة، منها أنواع مختلفة من الملاقط والأدوات الجراحية والأربطة والخياطات، بالإضافة لكونه أول من أدخل القفازات المطاطية لغرفة العمليات عام 1889، الأمر الذي ساهم بشكل كبير في تحسين ظروف العقامة أثناء العمليات الجراحية، على الرغم من أنَّ عمله هذا لم يكن لأسباب صحية أساساً بل بسبب الحساسية من المطهرات التي كانت تعاني منها إحدى ممرضاته وهي كارولين هامبتون، والتي أصبحت لاحقاً زوجته.
ساعد هالستد أيضاً في تطوير التخدير والذي هو جزء لا يتجزأ من الجراحة الحديثة، وكان من أنصار الإرقاء الفعال، ورائداً في طرق إيقاف النزف، والعقامة الصارمة، والتعامل اللطيف مع الأنسجة خلال الجراحة، والتقريب الدقيق للأنسجة أثناء إغلاق الجروح دون أيِّ شدٍّ عليها، وينسب له الفضل في تطوير العديد من الإجراءات الجراحية في جراحة الفتق الإربي، والغدة الدرقية، والأقنية الصفراوية، والجراحة النسائية، وفي التعامل مع الأوعية الدموية، واعتبره البعض الأكثر أهميَّةً وإنجازاً من بين كلِّ أطباء وأساتذة جونز هوبكنز.

## حياته الشخصيَّة
تزوَّج هالستد من كارولين هامبتون عام 1890، وهي ممرضة تنتمي لعائلة مرموقة، فعمُّها وايد هامبتون كان جنرالاً سابقاً في جيش الولايات الكونفدرالية وحاكماً لولاية كارولينا الشمالية، استقرَّ هالستد وزوجته في منتجع هاي هامبتون ماونتن الذي اشتروه من عمَّات كارولين الثلاثة، ولم يرزق الزوجان بأطفال ، توفي هالستد في 7 سبتمبر 1922 قبل عيد ميلاده السبعين بستة عشر يوماً نتيجةً إصابته بذات الرئة.

## روابط خارجية
- ويليام ستيوارت هالستد على موقع الموسوعة البريطانية (الإنجليزية)
- ويليام ستيوارت هالستد على موقع إن إن دي بي (الإنجليزية)